# Buzdovan
Buzdovan je vrsta orožja za boj iz bližine, ki predstavlja stopnjo v razvoju bojnega kija v srednjem veku.
Buzdovan je sestavljen iz (okrepljene) palice in glave. Lahko so enomaterialni (kovinski) ali iz več materialov (lesena palica in kovinska glava).
Buzdovani so bili primarno orožje proti oklepljenim vitezom; buzdovan je bil bolj učinkovit kot meč, saj je zaradi večje udarne moči in oblikovanosti glave lahko prebil oklep ali pa le polomil kosti, tudi če ni predrl oklepa.